# Nero Burning ROM
Nero Burning ROM es un  programa para grabar discos ópticos, que funciona en Microsoft Windows y GNU/Linux. La compañía responsable de su desarrollo es Nero AG, anteriormente Ahead Software. Nero Express viene gratuitamente con muchos grabadores de discos ópticos.
El 4 de marzo de 2013 se lanzó la versión estable, llamada 12.5.01200, más conocida como Nero 12. Esta versión está mejor sincronizada con dispositivos móviles y tabletas con sistema operativo Android, y tiene capacidad para importar proyectos de Windows Movie Maker, entre otras opciones más avanzadas de grabación. Y el 18 de septiembre de 2014 se estrenó la última versión llamada Nero 2014.

## Acerca del nombre
El nombre del programa pretende ser un juego de palabras. El proceso de grabar un CD o un DVD es conocido como "quemar". Teniendo en cuenta que el programa es alemán:
- Nero hace referencia a Nerón, el emperador romano del cual se dice que quemó la ciudad de Roma.
- Rom hace referencia a Roma. ROM corresponde a "Memoria de solo lectura", como antiguamente eran los CD (y posteriormente DVD). Su pronunciación es similar.
- El logo del programa es el Coliseo ardiendo. Burning, en inglés.

Así que sumando todo esto, el nombre del programa en castellano es «Nerón quemando Roma» y el logo representa literalmente eso, haciendo clara referencia a la quema de Roma por parte de Nerón, aunque algunos informáticos suelen atribuir el nombre Nero a las iniciales de New Electronic Recording Option (nueva opción para grabaciones electrónicas).

## Características y disponibilidad
Desde la versión 6, viene acompañado de muchas otras sub-aplicaciones como Nero Wave Editor (para editar archivos de audio), Nero ImageDrive (para montar CD virtuales), Nero BackItUp (para hacer copias de seguridad del los archivos del sistema o de discos enteros) y Nero Recode (para hacer copias de seguridad de DVD no cifrados y convertir archivos MPEG-4). Desde la versión 7, Nero Vision viene incluido en el paquete premium.
Nero trabaja con un gran número de formatos de imágenes de CD, incluyendo las imágenes ISO y su formato de archivo propietario .NRG.
Nero Linux; fue anunciada como una actualización gratuita de la versión de Microsoft Windows a GNU/Linux en marzo de 2005. Esta aplicación cuenta con la mayoría de las características de la versión para Windows, y usa la colección de herramientas gráficas GTK+ 1. Una versión beta de Nero Linux 3.0 publicada en abril de 2007 demuestra un uso de la colección de herramientas gráficas GTK+ 2 y una similitud casi total con la versión Nero 7 Premium para Windows.
El software de Nero está disponible en múltiples variantes. Las más comnues son las suites OEM, que vienen junta e inseparablemente con algunas Grabadoras de CD o Grabadoras de DVD. Nero también ofrece versiones completas llamadas Premium para el mercado europeo y Ultra para el mercado norteamericano. Por razones que no están claras, Nero 7 Ultra no tiene soporte para LabelFlash o DiscT@2, mientras que la versión Premium sí. Ésta parece ser la única diferencia entre Nero 7 Premium y Nero 7 Ultra.
Las primeras versiones de Nero 6 grababan DVD solamente con el sistema de archivos ISO. Y más tarde, la compatibilidad de discos con doble capa debió ser corregida. La versión 7.5.1.1 de Nero Burning ROM introdujo soporte para LightScribe y grabación de discos Blu-ray.

 Desde la versión 8.0 de Nero Burning ROM tiene soporte para la grabación de discos HD-DVD y BluRay.

## Nero StartSmart
Nero StartSmart es una aplicación que permite tener más al alcance las funciones más necesitadas de Nero, como grabar discos compactos de música o DVD de datos.

## Nero Lite & Nero Kwikmedia
Nero Lite es una alternativa liviana para aquellos que no necesiten funciones extra en su programa de grabación. Ocupando unos 15 MB de disco duro ofrece la función más básica y más utilizada de Nero: grabar CD y DVD. No es desarrollado por su casa matriz, sino por updatepack.nl.
Nero Lite fue reemplazado por la aplicación gratuita Nero Kwikmedia, que pretende ser más social por sus funciones de compartir, pero a su vez un poco más compleja en la tarea más obvia que debería realizar grabar archivos en medios ópticos.
La única semejanza que guarda con su "antecesor" es ser gratuito; ya que instalado ocupa 248 MB, casi 17 veces más que Nero Lite.

## Nero 12
Nero 12 es la versión estable disponible, bajo el código 12.5.01200, y lanzada al mercado el 4 de marzo de 2013. Está maximizado para ejecutarse en Windows 8 (aunque compatible con sistemas operativos anteriores) y pantallas táctiles. 
Está basado en tres pilares fundamentales: la edición de vídeo, la grabación y la copia de seguridad. En cuanto a la grabación, el Nero Burning Rom no ofrece mayores novedades con respecto a la versión anterior (Nero 11). 
La edición de vídeo y multimedia ha sido especialmente potenciada en Nero 12, con la incorporación de Nero Vision Xtra (para la creación) y Nero Media Hub, un catalogador y reproductor unificado de audio, vídeo e imagen. Otros editores conocidos, como Nero Wave Editor o Nero Recode también están presentes en Nero 12. Por último, las copias de seguridad son llevadas a cabo por el potente Nero Back It Up, capaz de crear una copia de seguridad del sistema con un único clic. 
Dentro de sus aplicaciones más notorias, se encuentra la sincronización con móviles y tabletas Android y la capacidad de soportar proyectos de Windows Movie Maker.

## Nero 2014
El 18 de septiembre se liberó la versión Nero 2014, con nuevas funcionalidades y titulado 'Platinum'.